# IC 18
IC 18 је спирална галаксија у сазвјежђу Кит која се налази на листи објеката дубоког неба у Индекс каталогу.
Деклинација објекта је - 11° 35' 11" а ректасцензија 0h 28m 35,0s. Привидна величина (магнитуда) објекта IC 18 износи 14,6 а фотографска магнитуда 15,4. IC 18 је још познат и под ознакама MCG -2-2-23, VV 234, ARP 100, 8ZW 25, PGC 1759.